# Кундаліні

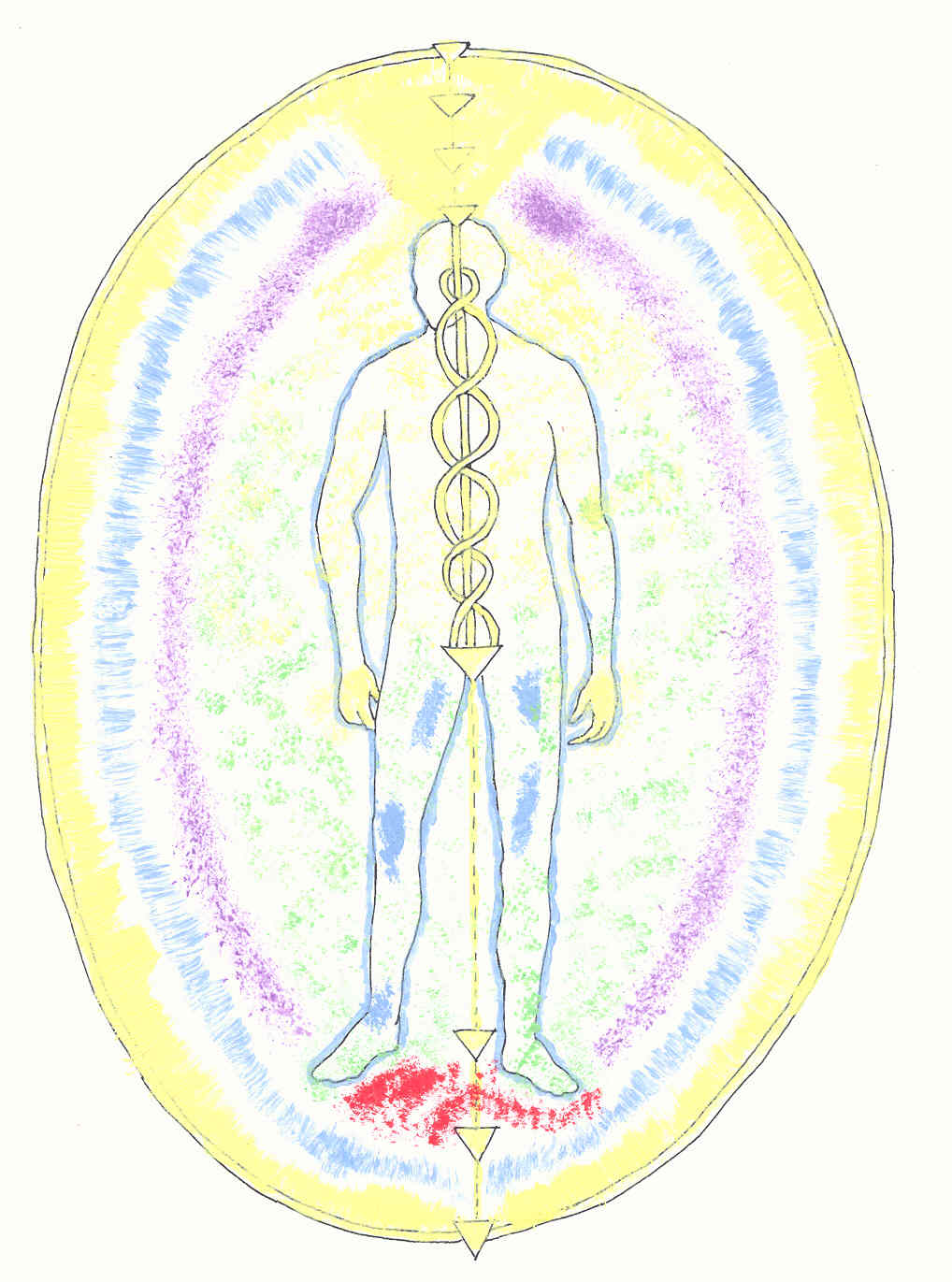
Кундаліні в центрі

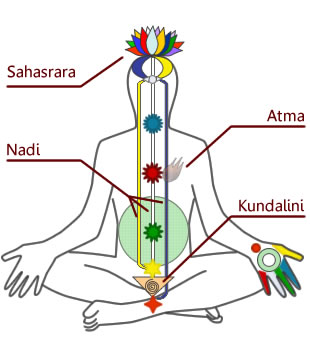
Чакри

Кундаліні (з санскриту;— «згорнутий кільцем», «згорнутий в формі змії») — спляча енергія в основі хребта, за уявленням йогів. Символічно відображається у вигляді змії в три з половиною оберти, що спить в основі хребта. Пробудження кундаліні може відбутися в результаті духовної практики східних традицій (кундаліні-йога, тантра) чи західного окультизму, сильного психологічного шоку, стану закоханості і психологічної роботи над собою.
За версією Володимира Антонова, кундаліні— це атмічна (Божественна за рівнем тонкості) енергія, що була накопичена кожною людиною у всіх найкращих епізодах всіх її втілень. Утворюється й накопичується тоді, коли людина перебуває в станах ніжної, витонченої любові. Але ця енергія не втілюється щораз у нові тіла разом із втілюваною частиною душі (дживою), а «складується» у як би «скарбничці», що нагадує витягнуту майже до циліндричної форми повітряну кулю.
Кундаліні — символ фізичної (матеріальної) енергії людини. Зображують у вигляді змії, що згорнута у три з половиною оберти у чакрі муладхара.